# 达梅·恩多耶
达梅·恩多耶（英語：Dame N'Doye，1985年2月21日—）是一名塞內加爾专业足球運動員。在場上司職前锋。他曾效力于英超球隊侯城足球會。他現在從土超球隊特拉布宗借用至英超球隊新特蘭；他同时为塞內加爾國家足球隊效力。他的哥哥奥斯马尼·恩多耶也是塞內加爾國家足球隊队员。

## 俱乐部生涯
2003年，恩多耶开始在塞内加尔圣女贞德俱乐部开始踢球，他在那里踢了三个季度。2006年他去卡塔尔的萨德体育俱乐部。随后他去葡萄牙科英布拉大學足球會，在那里他出场25次，进四个球。之后他被转到希腊帕纳辛奈科斯足球俱乐部。2008年8月他加入克里特。2009年1月他参加丹麥足球超級聯賽球队哥本哈根足球會。1月12日该丹麦俱乐部展示他为新成员。2009年3月7日他为哥本哈根进了第一个球。在2009年至2010年丹麦足球超级联赛中恩多耶很快确保了自己作为参赛11人的地位。他在第一个赛季里共进14个球。
恩多耶的14个进球保证了哥本哈根超级联赛冠军地位，使得哥本哈根能够参加2010–11年歐洲冠軍聯賽。2010年8月4日恩多耶在对鲍里索夫BATE足球俱乐部的比赛第59分钟进球确保哥本哈根在欧洲冠军联赛中继续前进。
在第一场比赛里恩多耶进了对俄罗斯冠军喀山红宝石足球俱乐部的唯一一球，形成了1：0的结局。该球是87分钟进的头球。在对希腊冠军帕纳辛奈科斯足球俱乐部（恩多耶的前俱乐部）中哥本哈根以2：0得胜，第一球也是恩多耶进的。他进的两球使得哥本哈根进入16强决赛，这是丹麦球队至此为止没有获得过的成就。
2012年夏恩多耶和俄羅斯足球超級聯賽球队莫斯科火車頭足球俱樂部签署数额未被公布的合同。他很快成为该球队的领头先锋，在2012/13赛季的秋季部分进七球，是该球队进球最多的球员。2012年11月他赢得该球队的网上球迷选举，成为火车头队的当月最佳球员。2013年10月他再次获得这个荣誉。
2014/15球季，冬季轉會窗的最後一日，尼杜耶由火車頭加盟英超球隊侯城，簽下兩年半合約。2月7日，尼杜耶在對曼城的比賽後備上陣，上演英超處子戰。其後的兩場比賽，尼杜耶分別對阿士東維拉和昆士柏流浪取得入球，協助侯城奪兩連勝。

## 国际生涯
2011年2月在与畿內亞國家足球隊的友好比赛中达梅·恩多耶首次参加塞内加尔国家队，并进一球。他参加2012年非洲國家盃。在与赞比亚国家足球队的比赛中塞内加尔以1：2败北，但是塞内加尔进的那个球是恩多耶进的。

## 荣誉
哥本哈根足球會
- 丹麥足球超級聯賽 (3): 2008-09, 2009-10, 2010-11
- 丹麥盃 (2): 2008-09, 2011-12

個人
- 丹麥足球超級聯賽神射手 (2): 2010-11, 2011-12